# Castillo de Alburquerque
El castillo de Alburquerque es una fortaleza de finales de la Edad Media que se levanta en un cerro sobre la localidad pacense de Alburquerque (Extremadura, España). La fortaleza también es conocida como Castillo de Luna por uno de sus principales constructores, don Álvaro de Luna, Maestre de la Orden de Santiago y condestable de Castilla. El castillo se levanta en lo alto de un risco de la Sierra de San Pedro, dominando sobre la localidad de Alburquerque y la comarca de Los Baldíos. Es una de las fortalezas medievales más destacadas de La Raya, pues se encuentra muy cerca de la frontera con Portugal, a medio camino entre Valencia de Alcántara al norte y la ciudad de Badajoz al sur. La fortaleza fue declarada Monumento Nacional en 1924 y Bien de Interés Cultural el 27 de noviembre de 1933.

## Historia
El rey Fernando II de León conquistó la zona en 1166 a los musulmanes durante la Reconquista y se la entregó a la Orden de Santiago. Muy pocos años después, en 1184, las tropas almohades retomaron la zona, pero en 1217 los cristianos recuperaron de forma definitiva el control del lugar. Inmediatamente después, la localidad fue repoblada por Alfonso Téllez de Meneses con pobladores castellanos y portugueses. Más tarde fueron señores de la villa Alfonso Sánchez, hijo del rey Dionisio I de Portugal, y su esposa Teresa de Meneses, que iniciaron la construcción de las murallas y el castillo en el último cuarto del siglo XIII.

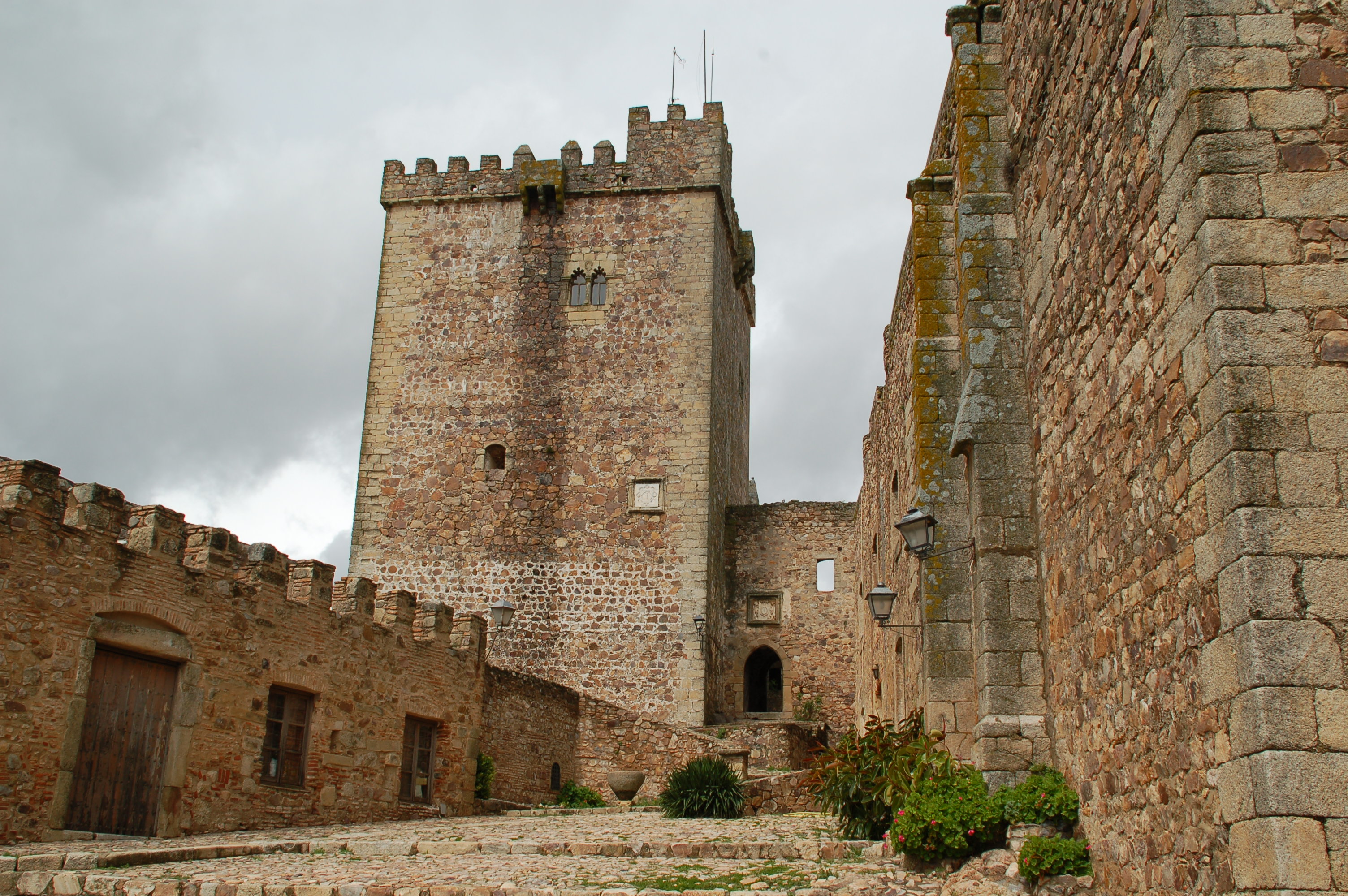
Patio del castillo; al fondo, la torre del homenaje.

El amplio conjunto de edificaciones que compone el castillo y las numerosas manos y situaciones por las que pasó hacen difícil recomponer todas las reformas y alteraciones que le han conferido la fisonomía con que lo contemplamos hoy. La construcción original corresponde casi sin ninguna duda a los portugueses de Alfonso Sánchez a partir de 1276, que dejaron su impronta en diversos blasones e inscripciones sobre las puertas de Alcántara y Valencia y en el escudo de armas de Don Alfonso tallado en alabastro en la puerta de San Mateo. De este período inicial datan la mayor parte de las murallas y la estructura básica del castillo.
En el siglo XIV la plaza perteneció a Juan Alfonso de Alburquerque, valido del rey Pedro I de Castilla, y posteriormente a don Sancho, hermano del rey Enrique de Trastámara, que ostentó el título de conde de Alburquerque desde 1373. En el siglo XV ostentaron el señorío de la localidad los reyes Fernando II de Aragón y Juan II de Castilla, quien mediada la centuria la entregó a su valido Álvaro de Luna, Maestre de la Orden de Santiago y Condestable de Castilla. Entre 1445 y 1453 Álvaro de Luna construyó varias de las partes más importantes de la fortaleza, como una torre del homenaje y el imponente puente sobre arco ojival que da acceso a sus pisos superiores.
Desde 1465 fue señor de la villa Beltrán de la Cueva, primer duque de Alburquerque por privilegio del rey Enrique IV, quien mandó construir entre 1465 y 1472 varias estancias palaciegas, nuevas barbacanas de defensa y una torre pentagonal, llamada Torre de las Cinco Puntas, comunicada con la torre del homenaje a través del puente que levantara décadas antes Álvaro de Luna. También del período de Beltrán de la Cueva son una serie de dependencias parcialmente excavadas en la roca, hoy casi desaparecidas, y algunas barbacanas al sur y oeste, ante la puerta principal.
A comienzos del siglo XVIII, entre 1705 y 1716, la localidad estuvo en poder de Portugal, y entonces se añadió una segunda línea de fortificaciones abaluartadas tipo Vauban, pensadas para resistir el embate de la artillería. En 1924 el castillo fue declarado Monumento Nacional y en 1933 como Bien de Interés Cultural en la categoría de Monumento. Su buen estado de conservación se debe en parte a que fue reconstruido tras la Guerra Civil Española y de nuevo en 1996 por la consejería de Educación de la Junta de Extremadura.

## Descripción

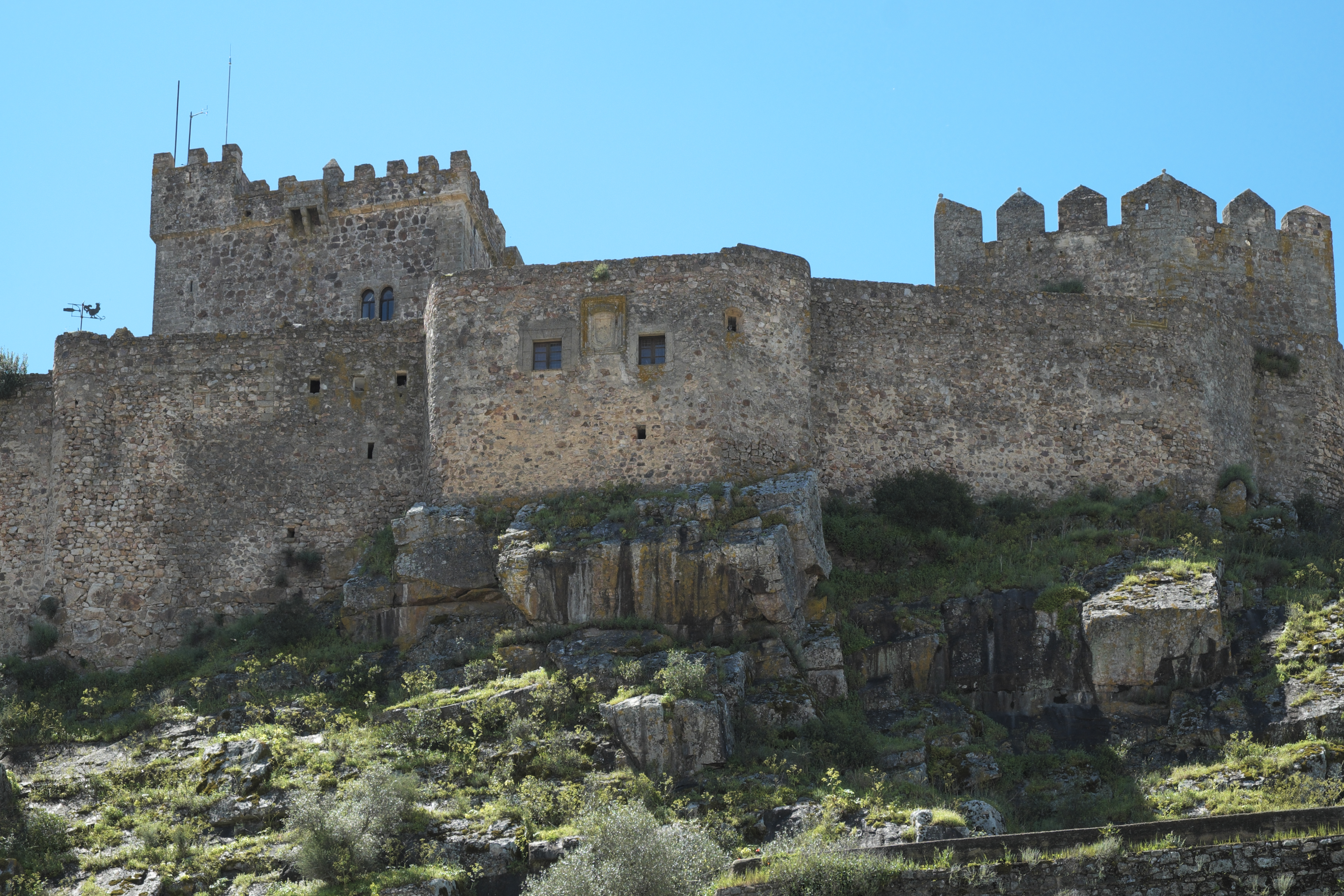
Muros del castillo

La torre del homenaje, que es de notable amplitud y altura, fue construida con sillería de granito y se distribuye interiormente en cinco pisos: los dos primeros con bóvedas de ladrillo mediante el sistema de aproximación de hiladas, mientras que los tres superiores son salas abovedadas. A estas estancias se puede acceder desde un vistoso puente que cuenta con un solo arco apuntado de gran luz que comunica con la torre de las Cinco Puntas, de la que se puede aislar mediante un puente levadizo de madera.
Otra parte importante del interior del castillo es la iglesia, dedicada a Santa María. Es un templo relativamente pequeño, de planta rectangular y triple nave, construido con sillarejo en los lienzos y sillares en sus contrafuertes. Fue restaurada en la década de 1950 y su estado actual es muy bueno. Sus elementos estructurales corresponden a dos períodos estilísticos y cronológicos distintos: románico tardío y gótico, coincidentes con la obra original de 1276 y con los añadidos del siglo XV, ya fueran de Álvaro de Luna o de Beltrán de la Cueva. El lado del evangelio forma parte del lienzo de la muralla y por tanto no tiene vanos, mientras que el lateral de la epístola presenta tres contrafuertes, dos que enmarcan la portada y otro que sujeta la inflexión del presbiterio. La portada es de sillería, con vano en arco apuntado y sin relieves decorativos. El espacio de la nave se articula mediante sólidos pilares cruciformes de los que nacen los arcos de medio punto de las bóvedas, que separan los tramos. Las bóvedas de las tres naves son de cañón, mientras que el segundo tramo del presbiterio, del siglo XV, luce a la moda del momento con una estructura de crucería. Por lo demás, es un templo sobrio sin elementos decorativos, salvo una elemental imposta que actúa como capitel de los arcos.

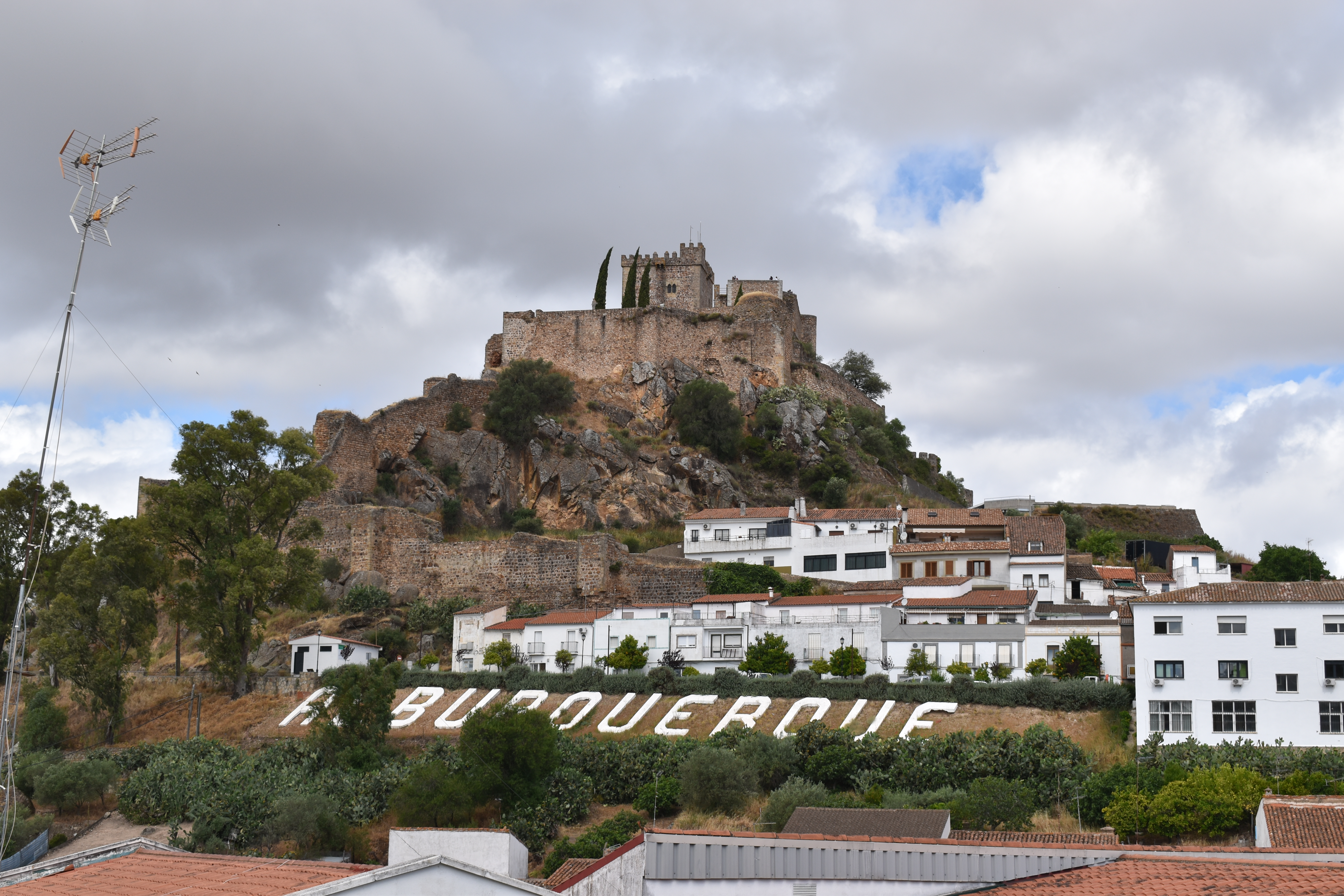
El castillo señorea sobre la villa de Alburquerque.

Todas las construcciones que componen el castillo son de buena mampostería, reforzada por abundante sillería en las zonas nobles, esquinas y refuerzos varios. El castillo se yergue como una mole en lo alto del cerro, presidiendo el conjunto defensivo, aunque su misma masa y lo escarpado del terreno han obligado a realizar en fechas recientes importantes obras de refuerzo con hormigón armado para contener la ruina que amenazaba a la fortaleza.
Existe una muralla que rodea en su mayor parte el barrio gótico-judío, llamado «Villa Adentro», y en él se conservan entre sus callejuelas, numerosas casas con dinteles ojivales, algunos de ellos con elementos que delatan el origen judío de sus moradores antes de la expulsión de 1492.